# SNRNP27
SNRNP27 (англ. Small nuclear ribonucleoprotein U4/U6.U5 subunit 27) – білок, який кодується однойменним геном, розташованим у людей на 2-й хромосомі. Довжина поліпептидного ланцюга білка становить 155 амінокислот, а молекулярна маса — 18 860.
| 10         |  | 20         |  | 30         |  | 40         |  | 50         |
| ---------- |  | ---------- |  | ---------- |  | ---------- |  | ---------- |
| MGRSRSRSPR |  | RERRRSRSTS |  | RERERRRRER |  | SRSRERDRRR |  | SRSRSPHRRR |
| SRSPRRHRST |  | SPSPSRLKER |  | RDEEKKETKE |  | TKSKERQITE |  | EDLEGKTEEE |
| IEMMKLMGFA |  | SFDSTKGKKV |  | DGSVNAYAIN |  | VSQKRKYRQY |  | MNRKGGFNRP |
| LDFIA      |  |            |  |            |  |            |  |            |

A: Аланін

D: Аспарагінова кислота

E: Глутамінова кислота

F: Фенілаланін

G: Гліцин

H: Гістидин

I: Ізолейцин

K: Лізин

L: Лейцин

M: Метіонін

N: Аспарагін

P: Пролін

Q: Глутамін

R: Аргінін

S: Серин

T: Треонін

V: Валін

Кодований геном білок за функцією належить до фосфопротеїнів. 
Задіяний у таких біологічних процесах, як процесинг мРНК, сплайсинг мРНК. 
Локалізований у ядрі.